# إلهام حميدي
إلهام حميدي، ممثلة إيرانية من مواليد طهران 29 نوفمبر 1977، حاصلة على شهادة البكالوريوس في المحاسبة شاركت بالعديد من الأعمال التلفزيونية. بدايتها كانت بالأدوار الصغيرة لكن سرعان ما استطاعت الوصول لأدوار البطولة. وهي حاصلة على جائزة أفضل ممثلة في مهرجان دار السينما الإيرانية.

## روابط خارجية
- إلهام حميدي على موقع IMDb (الإنجليزية)
- إلهام حميدي على موقع ألو سيني (الفرنسية)
- إلهام حميدي على موقع أول موفي (الإنجليزية)
- إلهام حميدي على موقع قاعدة بيانات الفيلم (الإنجليزية)